# Absurdyzm

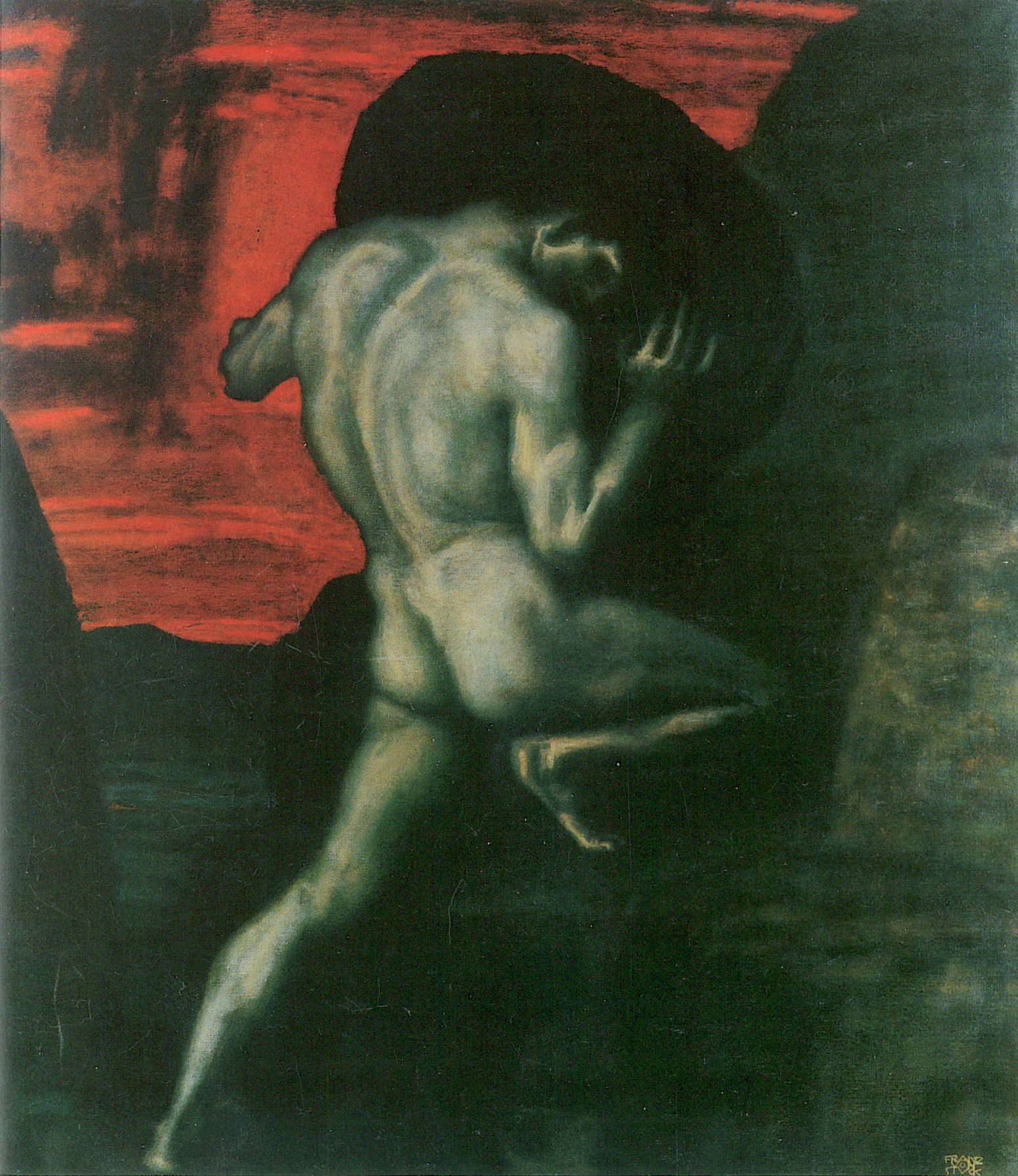
Syzyf, symbol absurdu egzystencji. Namalował Franz Stuck w roku 1920.

Absurdyzm – pogląd uznający rzeczywistość za absurdalną, a ludzkie działania mające na celu zrozumienie rzeczywistości za niemogące osiągnąć swego celu. Jest związany z nihilizmem i egzystencjalizmem.
Absurdyzm został poruszony m.in. w mikropowieści Obcy francuskiego pisarza i noblisty Alberta Camusa, przedstawiającej losy człowieka wyobcowanego w świecie zła i hipokryzji.